# الپیتیا
الپیتیا (به لاتین: Elpitiya) یک منطقهٔ مسکونی در سری‌لانکا است که در استان جنوبی (سری‌لانکا) واقع شده‌است.